# NGC 1980
NGC 1980 je emisijska maglica s otvorenim skupom u zviježđu Orionu. 

## Vanjske poveznice
- SEDS: NGC 1980